# زلاتکو چایکوفسکی
زلاتکو چایکوفسکی (کرواتی: Zlatko Čajkovski; ۲۴ نوامبر ۱۹۲۳ – ۲۷ ژوئیهٔ ۱۹۹۸) بازیکن و مربی فوتبال اهل یوگسلاوی و کرواسی بود. از باشگاه‌هایی که در آن بازی کرده‌است می‌توان به باشگاه فوتبال پارتیزان و کلن اشاره کرد. وی همچنین در تیم ملی فوتبال کرواسی بازی کرده است.